# Martin Sjögren
Martin Sjögren, né le 27 avril 1977 à Gimo, est un entraîneur suédois de football.

## Biographie

### Carrière de joueur
Martin Sjögren joue au football dans le club de Gimo, avant d'effectuer des études de pédagogie à l'université de Halmstad. Il part ensuite un an à l'université du Nord de la Floride (2000-2001), où il joue dans l'équipe universitaire. 
De retour en Suède, il joue dans les clubs de Värnamo et de Växjö.

### Carrière d'entraîneur
Il remporte par trois fois le Championnat de Suède :
- avec LdB FC Malmö en 2010 et 2011.
- avec Linköpings FC en 2016.

Il remporte une fois la Supercoupe de Suède
- avec LdB FC Malmö en 2011.

Il remporte deux fois la Coupe de Suède
- avec Linköpings FC en 2014 et 2015.

En décembre 2016, il devient l'entraîneur de l'équipe de Norvège féminine. Il démissionne en juillet 2022 à la suite de l'échec de la Norvège à l'Euro 2022.